# Legoland Billund
Legoland Billund är en nöjespark i Danmark. Den ligger i regionen Region Syddanmark på den södra delen av Jylland, 220 km väster om Köpenhamn. Parken öppnade 7 juni 1968 och är belägen i anslutning till den första Lego-fabriken och Billunds flygplats.

## Flera relaterade anläggningar
Nöjesparken Legoland är del av flera anläggningar i området runt Billund som (på engelska) tillsammans går under namnet Legoland Billund Resort. Dessa inkluderar Legoland (en av ett antal runt om i världen) och ibland benämnd som "Miniland" (egentligen en del av sju olika sammankopplade nöjesanläggningar), Lalandia och Givskud Zoo. Den förstnämnda är en nöjespark med lego-bitar som tema, den andra ett äventyrsbad och det tredje en djurpark med sammanlagt 60 olika djurarter.

### Legoland
Legoland i Billund var den första av idag flera nöjesparker med legobitar som tema. Den består i praktiken av minst nio olika sammankopplade nöjesanläggningar, där "Miniland" är den mest kända. Denna består av en jordenruntresa i miniatyr, med olika byggnadsverk uppförda i lego. Totalt har över 80 miljoner legobitar använts för byggnader och figurer i parken.
De övriga sammankopplade nöjesparkerna har olika teman och är lösare (om alls) kopplade till legokonceptet:
- Adventure Land – med bland annat djungelracerbilar, forsfärder och vikingaskepp.
- Duplo Land – anpassad för mindre barn, med små byggnader som går att klättra i, fordon och rutschbanor, monorail och miniflygplan.
- Imagination Zone – med undervattensvärlden Atlantis.
- Knights Kingdom – inkluderar riddarborgen Knights Kingdom och forsfärd.
- Legoredo Town – en uppbyggd vilda västern-miljö.
- Ninjago World – nyöppnad äventyrsvärld med bland annat klättervägg och laserlabyrint.
- Piratland – äventyrsland med sjörövartema.
- Polar Land (öppnad 2012) – åkattraktion Polar X-plorer samt ett pingvinland.

Tidigare marknadsfördes även Lego City, med trafikskola för barn över åtta års ålder.

### Givskud Zoo
Givskud Zoo ligger inte i själv Billund utan 25 minuters bilfärd

### Lalandia
Lalandia i Billund är en av två semesteranläggningar byggda runt ett äventyrsbad (med namnet Aquadome). Det första Lalandia öppnades 1988 i Rødbyhavn på Lolland; namnet Lalandia är latin för just Lolland.
Anläggningen i Billund öppnade 2009.

### Billunds flygplats
Även Billunds flygplats är relaterad till Lego. Flygplatsen etablerades 1961, när grundaren av företaget Lego, Godtfred Kirk Christiansen, lät anlägga en privat, 800 meter lång landningsbana med hangar norr om Legofabriken i Billund. Successivt inkluderades även olika angränsande kommuner som delägare av flygplatsen, med mål att omvandla den till en allmän flygplats för regionen. Denna öppnades hösten 1964, med en landningsbana på 1660 meters längd. Under senare år har flygplatsen expanderats ytterligare, och idag är den huvudflygplats för södra Jylland och med (år 2015) knappt 2,9 miljoner passagerare. Detta gör Billunds flygplats till Danmarks näst mest använda flygplats, efter Kastrups flygplats.

## Geografi
Legoland Billund ligger 64 meter över havet.
Terrängen runt Legoland Billund är platt, och sluttar västerut. Runt Legoland Billund är det ganska tätbefolkat, med 54 invånare per kvadratkilometer. Närmaste större samhälle är Billund, 1,2 km väster om Legoland Billund. Omgivningarna runt Legoland Billund är en mosaik av jordbruksmark och naturlig växtlighet.
Trakten ingår i den hemiboreala klimatzonen. Årsmedeltemperaturen i trakten är 7 °C. Den varmaste månaden är juli, då medeltemperaturen är 16 °C, och den kallaste är januari, med −5 °C.